# 山口小夜子+高木由利子「蒙古斑革命」
山口小夜子+高木由利子「蒙古斑革命」は、ファッションモデル／パフォーマーの山口小夜子と写真家の高木由利子が2005年から2007年まで行っていたプロジェクト。”私たちの美意識を探る旅”をテーマに、現代の日本に生きる人々の美意識を探り、アイデンティティに向き合うべく、2人の目に留まった総勢32名のアーティストへインタビューを行った。また、2005年には「蒙古斑革命〜光と闇の夜〜」と題されたイベントがCLASKAにて行われた。

## 概要
ファッションモデルとしてかつて ”日本” のアイコンであった山口小夜子と世界を飛び廻り”人の存在”を撮り続ける高木由利子が、あらためて現代の日本に生きる人々の美意識を探り、そのアイデンティティに向き合うべく総勢32名の”エッジな人々（境界線に立つ人々）”へインタビューを行ったプロジェクト。 
諸文化の混合した現在の日本を自らのありのままの出自として受け止め、この地に根ざして新しい表現を紡ぐ人々にインタビューをする連載は2005年〜2007年まで続けられた。林英哲、鈴木清順、UA、黒田育世、山川冬樹、生西康典と掛川康典、exonemoら、小夜子が様々な形で協働していく人々のリストをここに見ることができる。
例えば、連載第1回目に登場した伊東篤宏は、楽器であり視覚的な美術作品である「オプトロン」で知られる作家だが、彼は、欧米の流儀に即した「日本の現代美術」から、好きなことをすることで解放されたこと、またアメリカ的なものも日本的なものも意識されずに入り混じった状況が「日本」なのだと語っている。プロジェクト名である「蒙古斑」の定義には、「人種間の混合で現れることも多い」ことが指摘されている。2人にとって重要だったのは、蒙古斑の有無というよりは、文化のハイブリッドな状況すらも自分たちのありのままと受け止める姿勢であった。
かつてナショナリスティックな「日本」イメージのアイコンであった小夜子。しかし彼女自身は、早くから中国や朝鮮半島 も含めた各種の身体表現、衣装やメークを通して、日本だけでなく東アジア人であることと内側から向き合おうとしてきたのであり、「日本なるもの」を再定義するようなこのプロジェクトはその集大成とも言えるものであった。
この様子は、雑誌「ソトコト」で、高木由利子による写真とグラフィックをメインにインタビューの抜粋を掲載、そしてWebサイトでインタビュー全文を掲載するという形で公開された。

## イベント「蒙古斑革命 〜光と闇の夜〜」
2005年に目黒区にあるCLASKAにて「蒙古斑革命 〜光と闇の夜〜」と題されたイベントが行われた。「蒙古斑革命」に登場したアーティストを中心にライブパフォーマンス、および「蒙古斑バザール」と題された作品展示／販売が行われた。
出演者は、山口小夜子、高木由利子に加え、八木美知依（ハイパー箏奏者）、伊東篤宏（オプトロン奏者）、Candle JUNE（キャンドルアーティスト）、山川冬樹（ホーメイ歌手・心臓音）、長屋和哉（打楽器奏者）、 KUJUN（DJ）、A.K.I.PRODUCTIONS（DJ）、 AlayaVijana（シタール奏者ヨシダダイキチを中心としたバンド）、 生西康典＋掛川康典（映像作家）。蒙古斑バザールには、TOMO、SQUNABICONA、いこち、栗原佑実子が参加した。

## Webサイト消失、「The Salvage Project of 蒙古斑革命」開始
「蒙古斑革命」の連載が終了した2007年、山口小夜子が急逝。奇しくもそれとほぼ時を同じくし、サーバーダウンにより「蒙古斑革命」Webサイトの全データが消失、また、ローカルデータやインタビュー音声なども消失し、その記録を閲覧することができなくなっていた。
山口小夜子急逝から10年経過した2017年、「蒙古斑革命」を当時愛読し、多くの影響を受けたという星野圭一の呼びかけに始まり、高木由利子、プロジェクト発足当時から影で支えていた現代美術家／ホーメイ歌手の山川冬樹、山口小夜子と舞・朗読・映像によるパフォーマンス活動を共にした演出家の生西康典、エンジニアの篠原敏蔵らが集まり、復元プロジェクト「The Salvage Project of 蒙古斑革命」を発足。高木由利子が所蔵していたインタビューの様子を撮影した映像や誌面原稿から記録を起こし直し、新たに再構築することで「蒙古斑革命」Webサイトの復元を試みている。インタビューは順次公開。また、インタビュー公開時には、各アーティストによる "いま、対談を振り返って" という、山口小夜子と高木由利子が企んだ「蒙古斑革命」プロジェクト終了から10年以上経った現在、あらためてプロジェクトを振返り、再考するコメントが掲載されている。

## 「蒙古斑革命」に登場したアーティスト
- 伊東篤宏（オプトロン奏者）
- Candle JUNE（キャンドルアーティスト）
- 灰野敬二（ミュージシャン）
- 田中洋介（舞台衣裳家）
- 山川冬樹（ホーメイ歌手／現代美術家）
- 八木美知依（ハイパー琴奏者）
- 森田志保（フラメンコダンサー）
- 仲西祐介（照明家）
- 津村耕祐（ファッションデザイナー）
- A.K.I.（DJ）
- 浅野順子
- KUJUN（ミュージシャン）
- MAYA（ミュージシャン）
- 堀つばさ（和太鼓奏者）
- 松本俊夫（映像作家）
- Lui（アクセサリー作家）
- 生西康典&掛川康典（演出家／映像作家）
- exonemo（ハッカー・アートユニット）
- 長屋和哉（打楽器奏者）
- 永戸鉄也（グラフィックデザイナー）
- BOO（VJ）
- ヴィヴィアン佐藤（ドラッグクイーン／非建築家）
- 作者（後の作家さくら剛）
- 横尾美美（美術家）
- 下村一喜（写真家）
- 林英哲（和太鼓奏者）
- UA（ミュージシャン）
- 中村明一（尺八奏者／密息）
- 鍋田智久（運命鑑定士）
- 栗原佑実子（肌家）
- 黒田育世（ダンサー）
- 鈴木清順（映画監督）